# 요요기촌
요요기촌(代々木村)은 도쿄부 미나미토시마군에 설치되었던 촌이다. 현재의 시부야구 요요기 일대에 해당한다.